# Světový pohár v zápasu řecko-římském 1956
Světový pohár v zápasu ve volném stylu 1956 se uskutečnil koncem května v Istanbulu, Turecko.

## Informace
- místo: Istanbul
- datum: 29.–31. května 1956
- nastoupilo: 89 klasiků
- počet zemí: 16 zemí
  - 8× (Bulharsko, Jugoslávie, Sovětský svaz, Turecko), 7× (Maďarsko), 6× (Egypt, Libanon, Rumunsko), 5× (Itálie, Západní Německo, Polsko) 4× (Finsko, Francie, Švýcarsko), 3× (Sýrie), 2× (Sársko)

Světový pohár proběhl na stadionu pod otevřeným nebem s kapacitou 150 000 diváků.

## Výsledky

### Muži
| Kategorie | Zlato                         | Stříbro                    | Bronz                  | Bronz |
| --------- | ----------------------------- | -------------------------- | ---------------------- | ----- |
| −52 kg    | Dursun Ali Erbaş (TUR)        | István Baranya (HUN)       | Heinz Simon (SAA)      |       |
| −57 kg    | Yaşar Yılmaz (TUR)            | Dinko Petrov (BUL)         | Francisc Horvath (ROU) |       |
| −62 kg    | Vladimir Staškevič (URS)(RUS) | Osman Kambur (TUR)         | Imre Polyak (HUN)      |       |
| −67 kg    | Vladimir Rosin (URS)(RUS)     | Kyösti Lehtonen (FIN)      | Rıza Doğan (TUR)       |       |
| −73 kg    | Vladimir Manějev (URS)(RUS)   | Mithat Bayrak (TUR)        | Veikko Rantanen (FIN)  |       |
| −79 kg    | Givi Kartozija (URS)(GEO)     | Branislav Simić (YUG)(SRB) | Horst Heß (FRG)        |       |
| −87 kg    | Arkadij Tkačov (URS)(RUS)     | Petko Sirakov (BUL)        | Gyula Kovács (HUN)     |       |
| +87 kg    | Johannes Kotkas (URS)(EST)    | Hamit Kaplan (TUR)         | Jusein Mechmedov (BUL) |       |

### Týmové hodnocení
| Pořadí | Muži klasický styl | Muži klasický styl |
| Pořadí | Tým                | Body               |
| ------ | ------------------ | ------------------ |
| 1      | Sovětský svaz      | 39                 |
| 2      | Turecko            | 36,5               |
| 3      | Bulharsko          | 20                 |
| 4      | Maďarsko           | 14                 |
| 5      | Finsko             | 14                 |
| 6      | Jugoslávie         | 13                 |
| 7      | Rumunsko           | 10                 |
| 8      | Západní Německo    | 5                  |
| 9      | Sársko             | 4                  |
| 10     | Egypt              | 3,5                |
| 11     | Polsko             | 3                  |
| 12     | Švýcarsko          | 3                  |
| 13     | Francie            | 1                  |
| 14     | Itálie             | 1                  |
| 15     | Libanon            | 0,5                |
| 16     | Sýrie              | 0                  |